# Bepi De Marzi
Giuseppe De Marzi, detto Bepi (Arzignano, 28 maggio 1935), è un musicista, compositore e direttore di coro italiano.

## Biografia
Giuseppe De Marzi, detto Bepi, è nato nel 1935 ad Arzignano nella Valle del Chiampo, dove ha abitato fino al 2015, prima di trasferirsi a Vicenza.
Ha insegnato educazione musicale a Valdagno, in una scuola media a tempo pieno. Maestro di organo e composizione organistica nell'Istituto Comunale "Canneti" di Vicenza, sezione staccata del Conservatorio Benedetto Marcello di Venezia, ha insegnato anche nei seminari diocesani di Vicenza, chiamato da monsignor Ernesto Dalla Libera.
A Vicenza ha fondato e diretto per qualche anno il coro polifonico "Nicolò Vicentino".
Ha insegnato presso il Conservatorio Cesare Pollini di Padova diretto da Claudio Scimone, che lo ha voluto come clavicembalista e organista nei Solisti Veneti.
La notorietà del musicista vicentino è dovuta soprattutto alla fondazione e alla direzione del gruppo corale maschile "I Crodaioli" di Arzignano, con il quale ha proposto, attraverso le Edizioni Curci di Milano, più di cento composizioni - parole e musica - di ispirazione popolare, prima fra tutte Signore delle cime, canto diffuso nel mondo, tradotto in varie lingue, elaborato anche in versioni sinfoniche.
Con l'amico poeta Carlo Geminiani ha composto una decina di canti entrati nella tradizione alpina, tra cui Joska la rossa, L'ultima notte, Il ritorno, Monte Pasubio.
Con Mario Rigoni Stern ha composto il canto Volano le bianche che ricorda la guerra sull'Ortigara.
De Marzi ha pubblicato con la casa musicale Carrara di Bergamo musica didattica per la scuola materna ed elementare, oltre ai canti per il battesimo, la cresima e il matrimonio con testi del poeta don Giovanni Costantini del seminario di Vicenza. Come scrittore e saggista, soprattutto con interventi giornalistici nel Giornale di Vicenza, tiene conferenze con argomenti musicali e di costume.
Nel marzo 2018 il presidente della Repubblica Italiana Sergio Mattarella lo ha nominato commendatore dell'Ordine al Merito della Repubblica.
È stato anche direttore del coro A.N.A. di Preganziol.

## Opere

### Composizioni corali
(elenco parziale)
- A' van sisìlis
- Adesso dormi
- Agnello di Dio
- Apri la porta
- Arso
- Ave Maria
- Ayas
- Balaustràto
- Balla Marietta
- Benia Calastoria
- Bentu de Gennargentu
- Betulle
- Brina Brinella
- Cantare
- Capinera
- Co' la panderà
- Come fosse morto il mondo
- Cortesani
- De note
- Dolinta
- Dormono le rose
- E canterà
- E ricorda
- El fogo
- El maridamento
- El vento
- Feste
- Filastrocca della sera
- Fiore di Manuela
- Fodom
- Gerusalemme
- Il Golico
- Il ritorno
- Ilì ilè ilò
- Improvviso
- Intorno a la cuna
- Jola, Jola, oh...
- Joska la rossa
- La bomba imbriaga
- La brasolada (+ variazioni per fisarmonica)
- La campana del Gramolon
- La casa
- La contrà de l'acqua ciara
- La cuna dondola
- La dote
- La mia valle
- La neve
- La parete
- La sacra spina
- La sagra
- La sigolera
- La Sisilla
- La Teresina
- Laila, oh!
- Larici
- L'aqua ze' morta
- Le voci di Nikolajewka
- L'eco del fiume
- Licabella
- Lirillì Maria
- L'ometo de fero
- Lucilla
- L'ultima notte degli Alpini
- Ma dove andate?
- Mama! Piero me toca...
- Maranina
- Marì Betlemme
- Maria lassù
- Mentre il silenzio
- Meriba
- Monte Pasubio
- Na sera in contrà
- Nana oh...
- Nane tartaia
- Nina nana del Bambinelo
- No zè più fredo
- Nokinà
- Notte santa
- Oh Maria
- Ora la pace
- Ora nona
- Ora si ferma il vento
- Pastori
- Pavana
- Petalo di rosa
- Piccola canta di Natale
- Porta Calavéna
- Quando la luna
- Restèna
- Rifugio bianco
- Rìndola
- S lòitet memèria
- Sanmatìo
- Santo
- Scapa oseléto
- Senti piovesìna
- Senti, senti Maria
- Serenata alpina
- Sette croci del Pasubio
- Signore delle cime
- Signore, pietà
- Tag net tag
- Te canto nina nana
- Tempo de bruma
- Varda che vien matina
- Volano le Bianche

### Discografia
- "Voci della montagna Vol.1" (Carosello Record & tapes), 1968.
  - Tracce: Joska la rossa - Fiore di Manuela - La bomba imbriaga - La parete - Il ritorno - Le voci di Nikolajevka - Quando la luna - L'ultima notte - Serenata alpina - Signore delle cime - La Teresina - Monte Pasubio.
- "Voci della montagna Vol.2" (Carosello Record & tapes), 1981.
  - Tracce: Ilì ilè ilò - La cuna dondola - Laila, oh! - La dote - Sette croci del Pasubio - La brasolada - La campana del Gramolon - Balla Marietta - Il Golico - Mama! Piero me toca... - La mia valle - La contrà de l'acqua ciara.
- "I Crodaioli di Bepi De Marzi Vol.3" (Carosello Record & tapes), 1981
  - Tracce: Rifugio bianco - La casa - El vento - Signore delle cime - Nane tartaia - Adesso dormi - Jola, Jola, oh... - La Sisilla - Na sera in contrà - Senti, senti Maria - Piccola canta di Natale - El maridamento.
- "Varda che vien matina. Vol.4" ( Carosello Record & tapes), 1977.
  - Tracce: Varda che vien matina - Come fosse morto il mondo - L'ometo de fero - L'aqua ze' morta - Ave Maria - El fogo - Intorno a la cuna - Joska la rossa - La sagra - Co' la panderà.
- "Calastoria Vol.5" (Carosello Record & tapes), 1981
  - Tracce: Ligabella - Maranina - Benia Calastoria - De note - Scapa oseleto - Marì Betlemme - Arso - Tempo de bruma - No zè più fredo - Il ritorno - Le voci di Nicolajewka - La sigolera.
- "I Crodaioli di Bepi De Marzi Vol.6" (Carosello Record & tapes), 1985
  - Tracce: L'eco del fiume - Porta Calavéna - Senti piovesìna - Rìndola - Balaustràto - Ayas - Restèna - Pavana - Improvviso - La sacra spina - Nina nana del Bambinelo.
- "I Crodaioli di Bepi De Marzi Vol.7" (Carosello Record & tapes), 1991
  - Tracce: Sanmatìo - Cortesani - Maria lassù - S lòiet memèria - A' van sisìlis - Petalo di rosa - Gerusalemme - Te canto nina nana - Scapa oseléto - E ricorda - Ora nona - Tag net tag - Lucilla - Signore delle cime - Apri la porta - Notte santa.
- "I Crodaioli di Bepi De Marzi Vol.8" (Carosello Record & tapes), 1995
  - Tracce: Fodom - Filastrocca della sera - Ma dove andate? - El fogo - E canterà - Rìndola - Nana oh... - Signore, pietà - Santo - Ave, Maria - Agnello di Dio - La neve - Pastori - Meriba - Dormono le rose - Ora la pace.
- "I Crodaioli di Bepi De Marzi Vol.9" (Carosello Record & tapes), 2005
  - Tracce: Fiore di Manuela - Feste - Capinera - Dolinta - Varda che vien matina - La Sisilla - L'ultima notte degli Alpini - Il Golico - Joska la rossa - Monte Pasubio - Volano le Bianche - Il ritorno - Cantare - La contrà de l'acqua ciara - La brasolada - Ora si ferma il vento - Brina Brinella - Signore delle cime - Mentre il silenzio - Oh Maria - Lirillì Maria.
- "Salmi di padre David Maria Turoldo" (Casa Musicale Carrara di Bergamo). 2006: testi di padre David Maria Turoldo, con le musiche di Ismaele Passoni e di Bepi De Marzi. Coro I Crodaioli con l'accompagnamento all'organo di Francesco Finotti.
  - Tracce: Cosa buona più d'ogni altra (Salmo 132), Cantate lodi al Signore: egli è buono (Salmo 135), Chi potrà varcare (Salmo 14), Chi ha fame venga e mangi (Inno eucaristico), Date lodi al Signore, alleluia (Salmo 150), La mia vita (Salmo 24), Dio mio, Dio mio (Salmo 21), Gli occhi miei sollevo ai monti (Salmo 120), Te beata perché hai creduto (Inno alla Vergine), Beato l'uomo (Salmo 127), Resta con noi, Signore (Inno), Quando il Signore le nostre catene (Salmo 125), Come una cerva sospira alle fonti (Salmo 41), Nel Signore esultate, o Santi (Salmo 32), Come splende, Signore Dio nostro (Salmo 8), Lungo i fiumi, laggiù, in Babilonia (Salmo 136), I redenti di Dio lo dicano (Salmo 106), Sei la terra obbediente (Inno), Il Signore è il mio pastore (Salmo 22), Voglio esaltarti, mio re e mio Dio (Salmo 144).